# 鳥取県道279号淀江インター線
鳥取県道279号淀江インター線（とっとりけんどう279ごうよどえインターせん）は、鳥取県米子市から西伯郡大山町を経由して、米子市に至る一般県道である。

## 概要
米子市淀江町福岡から山陰自動車道 淀江IC付近で西伯郡大山町を経由して、米子市淀江町今津に至る。

### 路線データ
- 起点：鳥取県米子市淀江町福岡（鳥取県道329号淀江琴浦線交点）
- 終点：鳥取県米子市淀江町今津（淀江インター入口交差点、国道9号交点、鳥取県道242号大山淀江インター線上）
- 総延長：1.2 km

## 歴史
- 1995年（平成7年）3月28日 - 鳥取県告示第275により認定[1]。

## 路線状況

### 重複区間
- 鳥取県道242号大山淀江インター線（西伯郡大山町安原 - 米子市淀江町今津・淀江インター入口交差点（終点））

## 地理

### 通過する自治体
- 鳥取県
  - 米子市 - 西伯郡大山町 - 米子市

### 交差する道路
| 交差する道路                                                 | 市町村名 | 市町村名 | 交差する場所 | 交差する場所                  |
| ------------------------------------------------------------ | -------- | -------- | ------------ | ----------------------------- |
| 鳥取県道329号淀江琴浦線                                      | 米子市   | 米子市   | 淀江町福岡   | 起点                          |
| E9 山陰自動車道 鳥取県道242号大山淀江インター線 重複区間起点 | 西伯郡   | 大山町   | 安原         | 15 淀江IC                     |
| 国道9号 鳥取県道242号大山淀江インター線 重複区間終点         | 米子市   | 米子市   | 淀江町今津   | 淀江インター入口交差点 / 終点 |

### 交差する鉄道
- 山陰本線

### 沿線
- 鳥取県立米子白鳳高等学校（起点付近）